# قارچ صدفی (سرده)
قارچ‌های صدفی (نام علمی: Pleurotus) نام یک سرده از خانواده صدفی‌قارچان است. این سرده دارای گونه‌های متفاوت با خصوصیات رویشی و مورفولوژی گوناگون است و در سراسر دنیا انتشار دارد. در هر کشور بنا بر ذائقه و فرهنگ مردم آن و شرایط اقلیمی منطقه گونه‌ها و رقم‌های خاص، رشد و پرورش می‌یابند.
بعضی از گونه قارچ صدفی که در دنیا پرورش داده می‌شوند عبارت‌اند از:
•	پلوروتوس استرالیس (قارچ صدفی قهوه ای)
•	پلوروتوس سیترینوپیلاتوس (قارچ صدف طلایی)
•	پلوروتوس سیستیدیوسوس (قارچ آبالی)
•	پلوروتوس جیمور (قارچ صدفی صورتی)
•	پلوروتوس خشکینوس
•	پلوروتوس ارينگي (قارچ صدف شاه)
•	پلوروتوس ایوس موس  (قارچ صدف ترخون)
•	پلوروتوس اوسترا توس(قارچ صدف درخت)
•	پلوروتوس پولموناریوس (قارچ ققنوس یا صدف هندی)
•	پلوروتوس توبرگیوم (قارچ سلطنتی سل)
اکثر قارچ‌های صدفی که در ایران پرورش داده می‌شود و به طور تجاری بذر آنها در بازار موجود است، مربوط به گونه‌های فلوریدا، اوستراتوس، ساجر کاجو و پولمونارویس است. هر کدام از این گونه‌ها دارای رقم‌های زیادی می‌باشند که شرایط بهینه بستر و اقلیمی خاص خود را برای تولید ایده‌آل نیاز دارند. این رقمها توسط شماره خاص از یکدیگر براساس خصوصیات آناتومی، مرفولوژی و پرورشی تفکیک داده می‌شوند. تاکنون چهار گونه از این قارچ ها که در ایران به شکل طبیعی رویش دارند شناسایی شده است.